# Sevillanas
Sevillanas és una pel·lícula espanyola realitzada pel director Carlos Saura, en 1992, que suposa un homenatge al cant i al ball per sevillana. És una combinació entre documental i musical en el qual es reuneixen molts dels majors talents musicals que s'han acostat al gènere de les sevillanes, entre els quals destaquen Camarón de la Isla, Rocío Jurado, Paco de Lucía o Manolo Sanlúcar.

## Repartiment
- Manuela Carrasco
- Matilde Coral
- Paco de Lucía
- Merche Esmeralda
- Lola Flores
- Camarón de la Isla
- Rocío Jurado
- Manuel Pareja Obregón
- Rafael "El Negro"
- Los Romeros de la Puebla
- Salmarina
- Manolo Sanlúcar
- Tomatito
- Paco Toronjo
- Carlos Vilán

## Banda sonora
1. "Viva Sevilla", de Rey i Quintero, "Rosa de Pitimini", "Lo tiré al pozo", "Mi novio es cartujano", "Tiene una cinturita", sevillanes populars interpretades per Rocío Jurado[3]
2. "Sevillanas Flamencas· interpretades per Manolo Sanlúcar
3. "Dame la mano", "Toma que toma", "Pa qué me llamas prima", "Mi barrio", d'Isidro Muñoz Alcón i José Miguel Evon, interpretades per El Camarón de la Isla
4. "Que también es de Sevilla", "La Flor del Romero llora", "Sevillanas de Triana", "Sevillanas de la Reina", de Clavero, Manuel Pareja Obregón i Beltrán, interpretada per Manuel Pareja Obregón
5. "Sevillanas Boleras", arranjaments de Manolo Sanlúcar, interpretada per Pulso y Púas del Puerto
6. "La liebre" de Pedro Peña Peña, interpretada per Las Corraleras de Lebrija
7. Sevillanas a dos guitarras, interpretada per Paco De Lucia i Manolo Sanlucar
8. "La vio el Rey David", de Paco Toronjo
9. "Fue en Sevilla", d'Isidro Muñoz Alcón i José Miguel Evon, interpretada per Salmarina
10. "Solano de las Marismas", d'Aurelio Verde i José Manuel Moya, "Tiempo detente", de Padre Quevedo i José Manuel Moya i "Rociero hasta que muera", de Francisco Coria i Juan Díaz Rodríguez, interpretades per Los Romeros de la Puebla
11. "La vuelta del camino", d'A. Santiago y J. Hurtado, interpretada per "Música, Pito y Tambor". Hermanos Tenazas i Jose Antonio Vazquez: 	Sevillanas De Pito Y Tambor / Lloran Los Pinos Del Coto / Las Del Manuel / Flores A Ella / Per Las Sierra De Armenia
12. "Están bailando", de Pedro Peña Peña, interpretada per Las Corraleras de Lebrija

## Premis
Va guanyar la Rose d'Or al Festival de la Televisió de Montreux de 1994.